# Old Man Gloom
Old Man Gloom ist eine 1999 gegründete Post-Metal-Band.

## Geschichte
Old Man Gloom wurden 1999 von dem Sänger und Gitarristen Aaron Turner von Isis gemeinsam mit dem Schlagzeuger Santos Monata in Santa Fee gegründet. Die ersten Veröffentlichungen der Band erschienen über Turners Independent-Label Tortuga Records, einem Subunternehmen von Hydra Head Records. Das Debütalbum Meditations in B wurde als Duo eingespielt und erschien im August 2000. Nach der Veröffentlichung stießen mit Nate Newton von Converge und Caleb Scofield von Cave In zwei weitere populäre Musiker zu Old Man Gloom, was der in Boston beheimateten Band den Ruf einer Supergroup der regionalen Post-Hardcore-Szene einbrachte. Als weitere Ergänzung trat Luke Scarola, welcher verstärkt den Einsatz von Synthesizern einbrachte, der Band vorübergehend bei. Darauf folgenden erschienen zeitgleich die Alben Seminar II: The Holy Rites of Primitivism Regressionism und Seminar III: Zozobra (Siehe Zozobra). An den Aufnahmen beteiligten sich mit Steve Brodsky von Cave In und Agnostronic Blunt von Agoraphobic Nosebleed weitere populäre Bostoner Musiker. Seminar III: Zozobra beinhaltet lediglich ein 27-minütiges Stück. 
Nach der Veröffentlichung bestritt die Band ihre ersten Auftritte, welche allerdings selten blieben. Mit der EP Christmas Eve I + II and 6, die 2003 erschien und eine Coverversion des Mr.-Big-Hits To Be with You enthielt, sowie dem Album Christmas, welches 2004 erschien, endete die erste produktive Phase der Band. An beiden Veröffentlichungen waren mit Eugene Robinson von Oxbow und Kurt Ballou von Converge sowie erneut Agnostronic Blunt von Agoraphobic Nosebleed wiederholt diverse Gastmusiker involviert. Nach Christmas erschien mit No 2012, das erste Album von Old Man Gloom nach acht Jahren Ruhe. Die Reaktivierung der Band wurde häufig mit der Auflösung von Isis in Zusammenhang gebracht und trotz eines deutlichen Stilunterschiedes in Konkurrenz zu dem Debüt der von den ehemaligen Isis-Mitgliedern Jeff Caxide, Aaron Harris und Bryant Clifford Meyer gegründeten Gruppe Palms gesetzt. Mit dem über Hydra Head Records erschienenen No begann die Band eine neue produktive Phase. So folgten 2014 zwei The Ape of God betitelte Alben über Profound Lore Records und 2016 das Live-Album Mickey Rookey Live at London über Ektro Records. Auch an No beteiligten sich, mit Kevin Baker von All Pigs Must Die, Mike McKenzie von The Red Chord und erneut Kurt Ballou, diverse Gastmusiker. An der darauf folgenden Tournee beteiligte sich Luke Scarola nicht mehr. Informationen zu seinem Ausscheiden gab die Band nicht preis.
Im März 2018 verstarb Caleb Scofield im Alter von 39 Jahren in einem Verkehrsunfall. Die verbleibenden Mitglieder riefen über ihre Facebook-Präsenz dazu auf Scofields Familie finanziell zu unterstützen. Im Dezember 2018 gab die Gruppe bekannt, dass Stephen Brodsky von Cave In neues Mitglied Scofields Funktion übernahm.

## Stil
Die von Old Man Gloom gespielte Musik wird gemeinhin dem Post-Metal zugerechnet. Old Man Gloom wird zumeist mit den weiteren Bands der beteiligten Musiker, Isis, Converge und Cave In, verglichen. Allerdings zugleich von diesen abgegrenzt und als „konzeptioneller, experimenteller“ und eigenständiger im Verhältnis zu diesen Gruppen benannt.

## Diskografie
- 2000: Meditations in B (Album, Tortuga Recordings)
- 2001: Seminar II: The Holy Rites of Primitivism Regressionism (Album, Trust No One Recordings)
- 2001: Seminar III: Zozobra (Album, Tortuga Recordings)
- 2002: Euro Friends (EP,  Tortuga Recordings)
- 2003: Christmas Eve I & II + 6 (EP, Tortuga Recordings)
- 2004: Christmas (Album, Tortuga Recordings)
- 2012: No (Album, Hydra Head Records)
- 2014: The Ape of God (Album, Profound Lore Records)
- 2014: The Ape of God (Album, Profound Lore Records)
- 2016: Mickey Rookey Live at London (Live-Album, Ektro Records)
- 2020: Seminar VIII: Light Of Meaning (Album, Profound Lore Records)